# Boryspils internationella flygplats

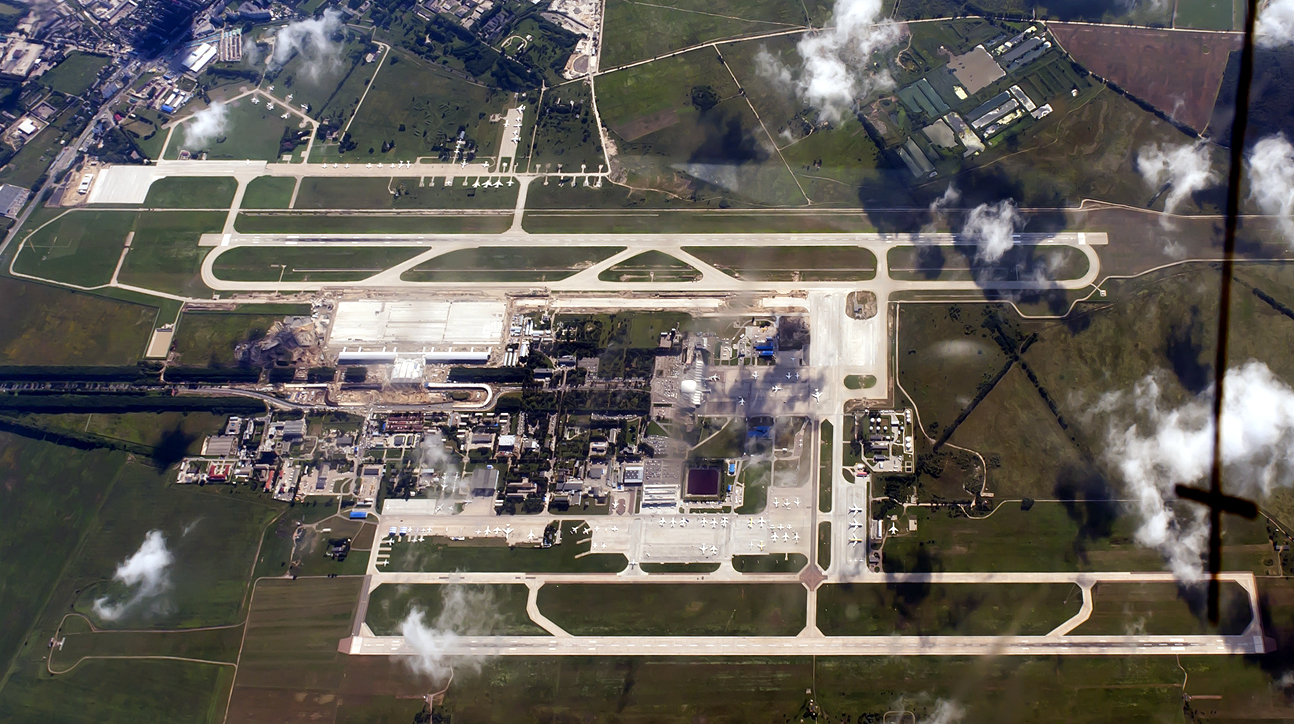
Översiktsbild från 2011.

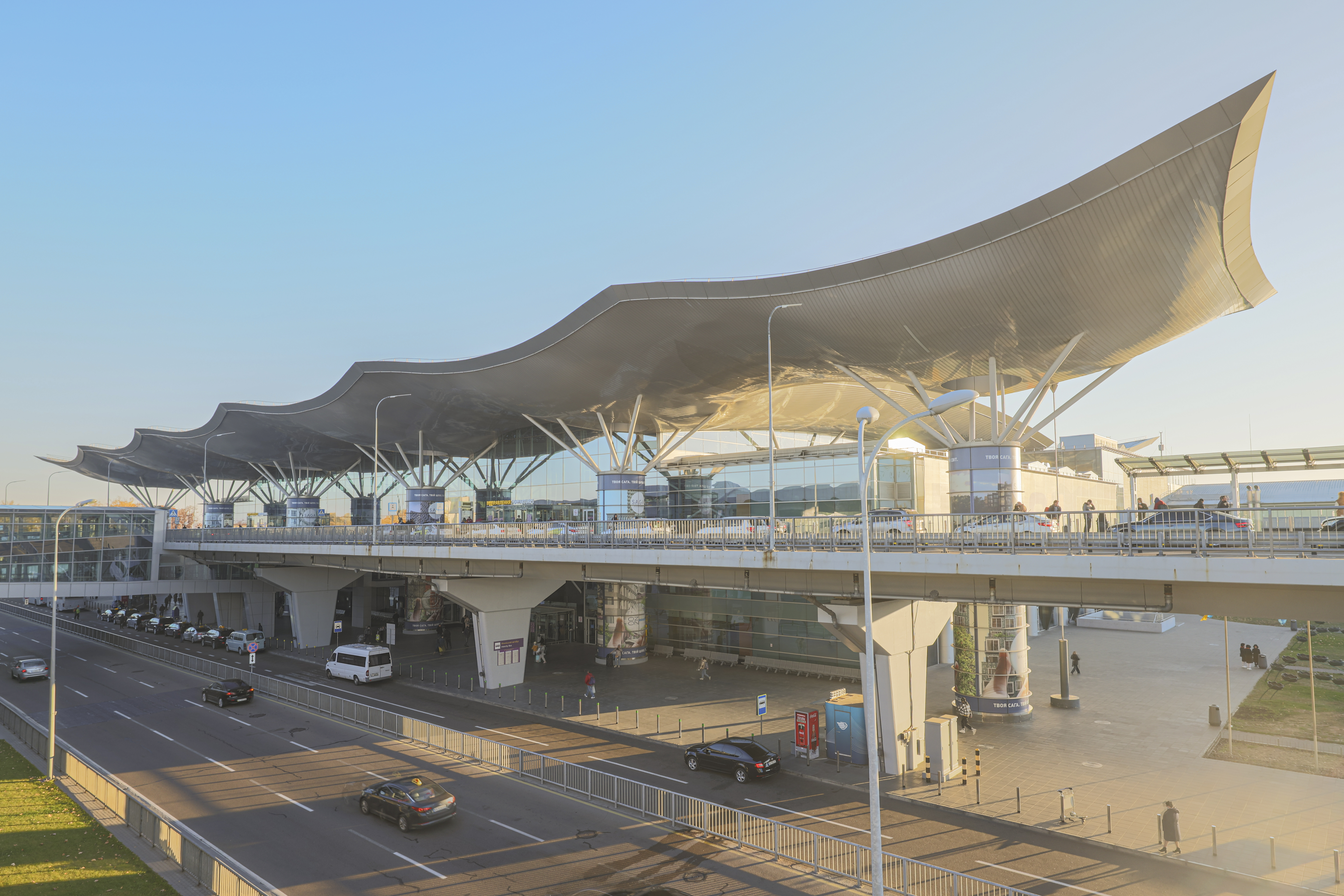

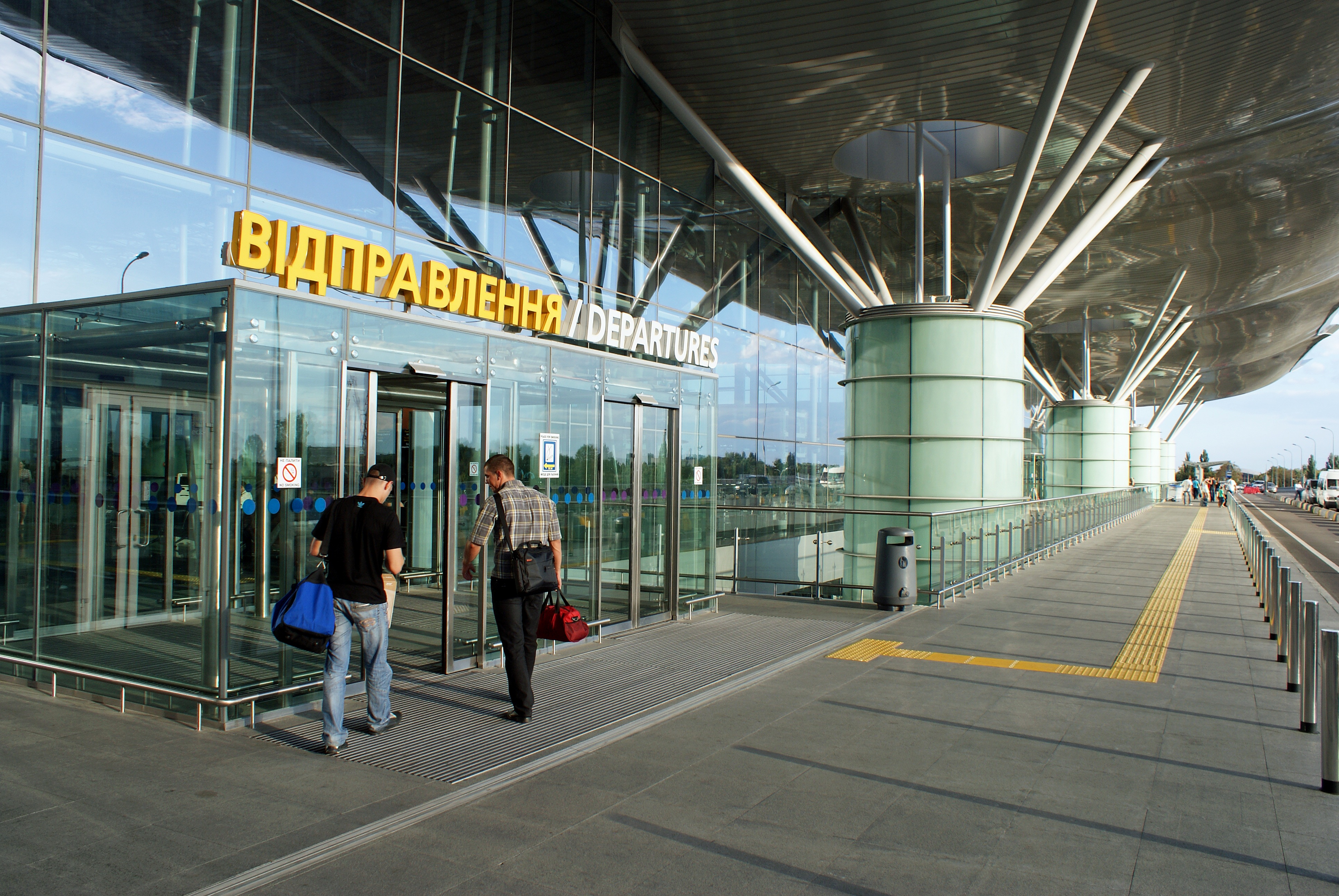

Boryspils internationella flygplats (IATA: KBP, ICAO: UKBB) är en internationell flygplats belägen nära staden Boryspil, 29 km öster om Kiev. Den är Ukrainas största flygplats och betjänar större delen av Ukrainas internationella flygningar.
Boryspil internationella flygplats är en av tre större passagerarflygplatser i Kiev:
- Boryspils internationella flygplats
- Kiev Zjuljany flygplats är en passagerarflygplats söder om Kiev, främst betjänar inrikesflyg
- Gostomel flygplats är en fraktflygplats nordväst om Kiev, som oftast används av Antonovföretaget.